# Bruno Bauer (Architekt)

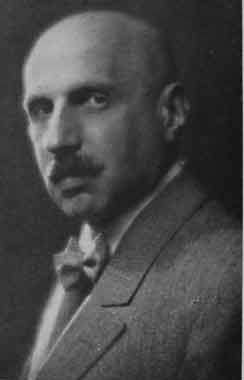
Bruno Bauer

Bruno Bauer (* 30. November 1880 in Wien; † 21. Dezember 1938 in London) war ein österreichischer Architekt und Bautechniker.

## Leben
Bruno Bauer, der aus einer Industriellenfamilie stammt, studierte nach dem Besuch eines humanistischen Gymnasiums und der Realschule in Prag an der Technischen Hochschule Vorerst blieb er als Assistent an der Hochschule, ging aber anschließend als Bauleiter zur Vinschgaubahn. 1907 promovierte er zum Doktor techn. Im Jahr 1910 erhielt er auch die Baumeisterkonzession. In der Folge widmete er sich vor allem Projekten von Industrieanlagen und erreichte international einen guten Ruf.
Auch im Ersten Weltkrieg projektierte er als Landsturm-Ingenieur die beiden Fabriken zur Sprengmittelherstellung in Blumau und Sollenau im südlichen Niederösterreich. Aber auch an reichsdeutschen Staatsfabriken arbeitete er genauso wie an privaten Projekten mit.
In den Jahren von 1908 bis 1933 meldete Bauer als Bautechniker allein 120 Patente in einer neuen Stahlbetontechnologie an, wie für die Bauer-Stahlskelettbauweise oder die Bauer-Schiene.
Wegen seiner jüdischen Herkunft wurde sein Büro in der Wiener Mariahilfer Straße nach dem „Anschluss“ Österreichs geschlossen und er musste nach London emigrieren. Nach Angaben seines Bruders starb er an den Folgen einer schweren Operation am 21. Dezember 1938 in London.

## Auszeichnungen
- Baurat – 1914
- Großes Silbernes Verdienstzeichen für Verdienste um die Republik Österreich – 1933
- Ritterkreuz des Franz-Joseph-Ordens
- Preußisches Eisernes Verdienstkreuz
- Eisernes Kreuz II. Klasse

## Mitgliedschaften
- Vorstandsmitglied der Federation Internationale des Ingenieurs-Conseil, Brüssel
- Ingenieur- und Architektenkammer Wien, wo er mehrmals Präsident war
- Gründer und Präsident des Verbandes Technischer Anwälte
- Vizepräsident der Vereinigung technischer Schriftsteller

## Werke

### Wohn- und Geschäftsbauten
- 1914–1918 – Arbeiterwohnsiedlung und Fabrik, Blumau, 1920–1921 – Arbeiterwohnhäuser in Weiz, Steiermark und 1921–1922 – Arbeiterheim in Weiz

### Industriebauten

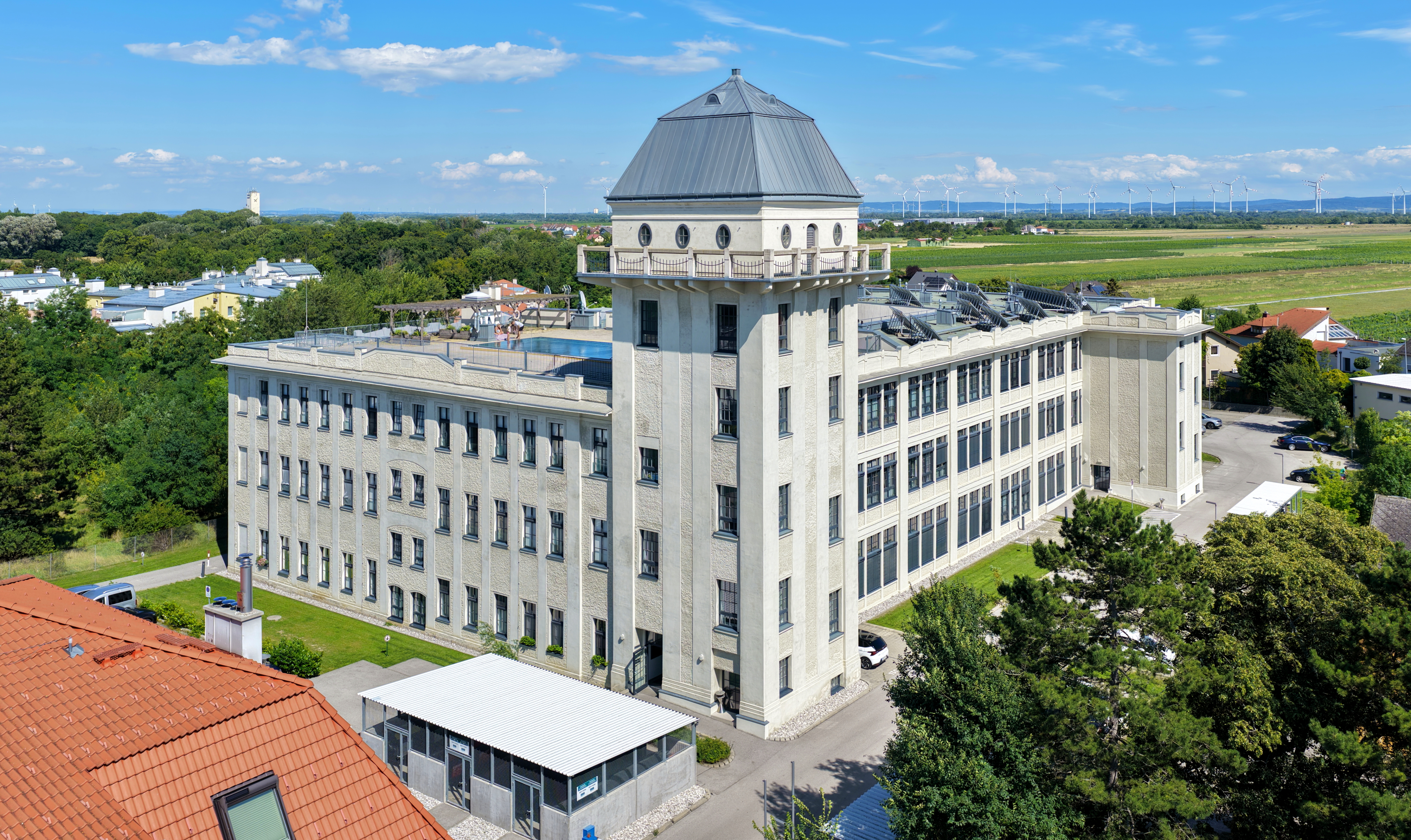
Baumwollspinnerei Teesdorf

- 1908–1910 – Baumwollspinnerei Teesdorf, Niederösterreich
- 1912 Gardinenweberei in St. Pölten (heute zum Teil Depot des Stadttheaters)
- 1913 Fabriksgebäude der Eisengießerei Max Friedmann, Wien 2
- 1913 Elektrizitätswerke Erikson, Wien 12, (heute Schrack Elektrizitäts AG)
- 1913 Fabrik Deckert & Homolka, Wien 12
- 1914–1915 – Pulverfabrik Blumau (Fabriksanlage, Wasserturm, Portalanlage und Verwaltungsgebäude; Fabrik nicht erhalten)
- 1915–1916 – Die „Benzol“, Filialwerk der Pulverfabrik in Sollenau
- 1916–1918 – Die „Tritol“, Filialwerk der Pulverfabrik in Theresienfeld (Tritolwerk)
- 1916–1922 – Elin-Union A. G. für elektrische Industrie, Weiz
- 1924 – Wiener Schuh AG BALLY, Wien 15
- 1937 – Maschinenfabrik Ernst Krause, Wien 2

### Gebäude in der Tschechischen Republik
- nach 1908 – Fabrik für die Herstellung von Portlandzement, Königshof
- 1911 – Fabrik Hynek Fuchs, Prag 10 – Vinohrady
- 1913–1914 – Kompenstionsturm auf dem Gebiet der Wasserkraftwerke Baumwollspinnerei, Tanvald
- Der Komplex des ehemaligen Textilfabriken Vlněna, Brünn.[2]